# 萨塞 (厄尔省)
萨塞（法語：Sassey，法語發音：[sasɛ]）是法国厄尔省的一个市镇，属于埃夫勒区。

## 地理
萨塞（49°3'6"N, 1°13'26"E）面积4.28 平方千米，位于法国诺曼底大区厄尔省，该省份为法国北部内陆省份，北起滨海塞纳省，西接奧恩省和卡爾瓦多斯省，南至厄尔-卢瓦省，东临瓦兹省、瓦兹河谷省和伊夫林省。
与萨塞接壤的市镇（或旧市镇、城区）包括：于埃。

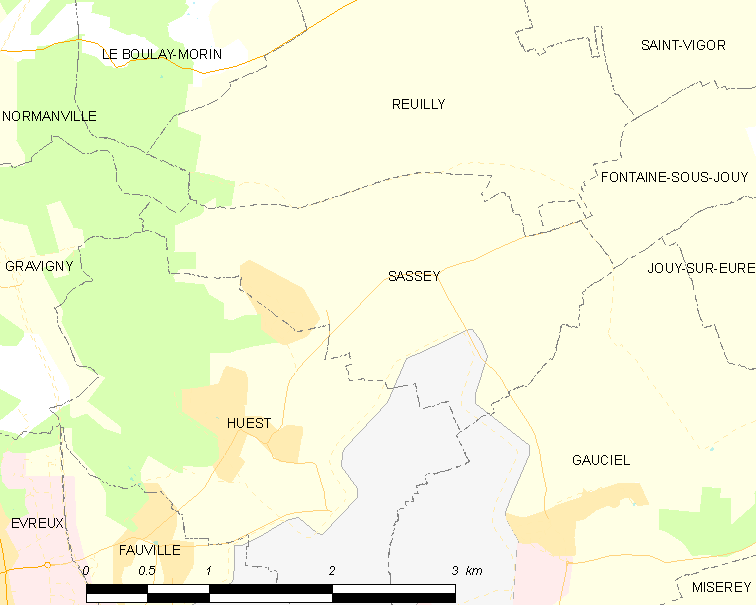
的OSM定位图

萨塞的时区为UTC+01:00、UTC+02:00（夏令时）。

## 行政
萨塞的邮政编码为27930，INSEE市镇编码为27615。

## 政治
萨塞所属的省级选区为埃夫勒第三县。

## 人口

1962-2008年间人口变化图示

萨塞于2022年1月1日时的人口数量为198人。